# Erik Berglund (möbelarkitekt)

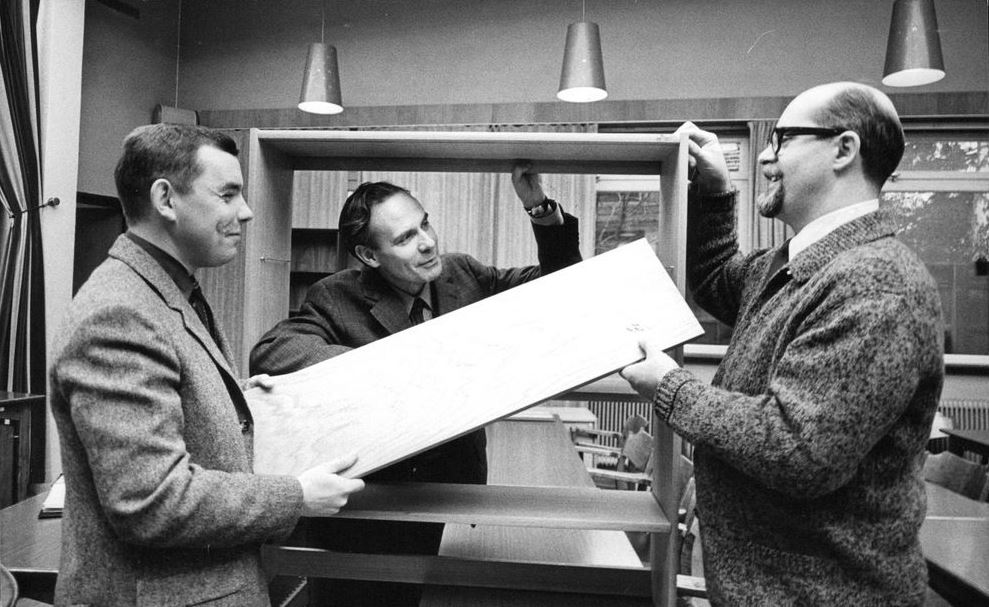
Inredningsarkitekterna Sven Dahlman, Erik Berglund och Åke Hassbjer (1966).

Erik Berglund, född 29 januari 1921 i Örnsköldsvik, död 2 april 2008 i Gustavsberg, var en svensk möbelarkitekt och möbelforskare, hedersdoktor, professors namn. 
Fadern var en i Ångermanland välkänd ’’finsnickare’’, vars gärning har skildrats i Småskrift nr 22 från Örnsköldsviks museum. Efter realexamen lärde Erik Berglund möbelsnickaryrket i faderns verkstad.
1939 påbörjade han studier på Tekniska Skolan (föregångare till nuvarande Konstfack). Studierna fick avbrytas av ekonomiska skäl men ersattes av självstudier, bland annat per korrespondens. 
1943 antogs Berglund som elev vid Carl Malmstens verkstadsskola (nuvarande Carl Malmsten - Centrum för träteknik och design vid Linköpings universitet), och blev inom kort möbelritare hos professor Carl Malmsten. Han medverkade även i kurser om möbler och inredning. 1945 anställdes han av professor Gregor Paulsson som illustratör i bokverket ”Svensk stad” och erbjöds därefter anställning som studieledare hos Svenska Slöjdföreningen (numera Föreningen Svensk Form). Där medverkade han i och ledde studiecirklar och utställningar över hela landet.
1948 startades den första möbelfunktionsundersökningen gällande bäddmöbler med Erik Berglund som ledare. Undersökningen bidrog till en snabb förbättring av den svenska bäddkulturen. 
I samarbete med Tryggve Johansson startade Berglund Färgskolan, som ordnade kurser om ’’det naturliga färgsystemet’’ inom och utanför Sverige. Under 1950- och 1960-talen ordnades’’bo-cirklar’’ runt om i landet.  Färgskolan var grunden för svensk färgundervisning och utvecklades senare till Skandinaviska Färginstitutet. 1955 var Berglund kommissarie för avdelningen ’’Färgen’’ på utställningen H55 i Helsingborg.
1953 bildades Varudeklarationsnämndens möbelkommitté med Berglund som sekreterare. Uppgiften var att utveckla metoder för bestämning och redovisning av möblers tekniska kvalitet. Det första laboratoriet för möbelprovning etablerades och VDN-fakta för möbler introducerades. Verksamheten väckte stor uppmärksamhet även i andra länder och de svenska metoderna tillämpades på många håll. 
1956 återupptogs funktionsstudierna och resulterade i rekommendationer för mat- och arbetsbords ytmått, bordsbens placering, tilläggsskivors mått, avstånd mellan sits och arbetsyta med mera. Förslagen togs emot positivt av möbelindustrin.
1958 påbörjades studier av förvaringsmöbler. Omfattande inventering och uppmätning av föremål bildade grunden för rekommendationer av mått på alla typer av förvaringsmöbler. Samtidigt gjordes inventeringar av möbelmarknaden. Detta gav grund för analyser, jurybedömningar och information om utbudet på den svenska möbelmarknaden.
1967 bildades Möbelinstitutet med Erik Berglund som VD och forskningsledare. Inom institutet fortsatte och fördjupades funktionsundersökningarna inom allt flera möbelområden. Nya provningsmetoder utvecklades, laboratoriet moderniserades och cirka 1000 provningsrapporter utfärdades varje år. Institutet publicerade också ett 60-tal undersökningsrapporter.
Då Varudeklarationsnämnden upphörde 1972, lanserade Möbelinstitutet ett nytt system för egenskapsredovisning, Möbelfakta, baserat på erfarenheter från VDN-fakta. Systemet uppskattades av möbelproducenterna och flera än 300 företag fick tillstånd att använda systemet.
1985 lämnade Berglund chefskapet men arbetade för Möbelinstitutet ytterligare några år med olika uppdrag, bland andra samordning av Möbelfakta i Norden.
1985 utnämndes Berglund till teknologie hedersdoktor vid Chalmers Tekniska högskola enligt förslag från institutionerna Konsumentteknik och Formlära.
1989 utnämndes han av Svenska Inredningsarkitekters Riksförbund och Stiftelsen för möbelforskning till hedersledamot. 
1991 tilldelades Erik Berglund professors namn.